# 松下幸蔵
松下 幸蔵（まつした こうぞう、1963年11月27日 - ）は、兵庫県出身の日本の実業家。常盤薬品工業代表取締役副社長を経て、同社代表取締役社長。
明治学院大学経済学部卒。

## 経歴
- 1986年 4月 - ノエビア入社
- 2014年11月 - 執行役員東日本営業（東日本第二営業）
- 2014年11月 - 営業本部長（東日本営業）執行役員
- 2016年11月 - ノエビア取締役カウンセリング事業部門総括責任役員
- 2019年11月 - 常盤薬品工業取締役配置事業部総括責任役員
- 2023年7月  - 常盤薬品工業代表取締役福社長
- 2024年9月 -常盤薬品工業代表取締役社長[2]